# EBSCOhost
EBSCOhost — доступні через вебінтерфейс бази даних наукової інформації з галузей медицини, фізики, хімії, економіки та інших наук, що періодично оновлюються. Власником EBSCOhost є компанія EBSCO Publishing, яка, у свою чергу, є дочірньою компанією EBSCO Industries.

Cистема пошуку наукової інформації EBSCOhost базується на комп'ютерній програмі, доступній через Інтернет, яка надає повні тексти та/або резюме рецензованих статей із наукових журналів, довідників та інших типів публікацій із різноманітних дисциплін, що періодично оновлюються.
Ця програма представляє онлайн-інтерфейс, через який можна отримати доступ до інших державних і приватних баз даних у коледжах, університетах, бібліотеках, школах, медичних установах, державних установах і корпораціях. EBSCOhost включає в себе як бази даних, доступні як на умовах передплати, так і бази даних, які знаходяться у відкритому доступі.

## Система доступу
Через вебсайт EBSCOhost можна здійснювати багатокритеріальний відбір контенту (за автором, назвою, темою, журналом або за тезаурусом, алфавітним списком ієрархічно пов’язаних термінів), що полегшує класифікацію та пошук інформації. Щоб отримати доступ до цієї послуги, необхідно здійснювати періодичну підписку.